# Sabicas

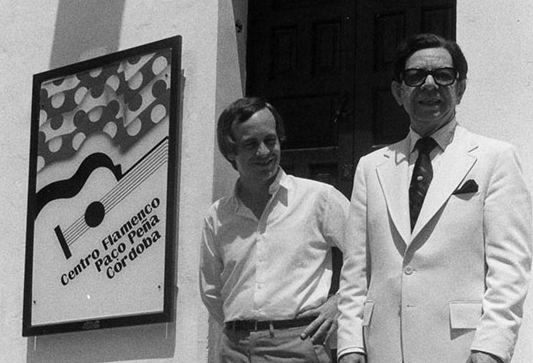
Sabicas (rechts) mit Paco Peña

Sabicas, eigentlich Agustín Castellón Campos (* 16. März 1912 in Pamplona; † 14. April 1990 in New York City) war ein spanischer Flamencogitarrist, dessen virtuose Spieltechnik ihm zu internationaler Bekanntheit verhalf. Sein Künstlername geht angeblich darauf zurück, dass er als Kind gerne „habicas“ verzehrte, wie er die im Spanischen als habas bezeichneten Bohnen nannte.
Als Fünfjähriger begann Agustín Castellón Campos sich selber das Gitarrenspiel beizubringen. Mit zehn Jahren gab Sabicas bereits sein erstes Konzert in einem Madrider Theater. Nach ersten Jahren künstlerischer Tätigkeit in Spanien unternahm er 1936 mit der Tänzerin, Sängerin und Schauspielerin Carmen Amaya eine Südamerika-Tournee, und entschloss sich, nicht mehr in das inzwischen vom Bürgerkrieg} heimgesuchte Spanien zurückzukehren. Nachdem er sich zunächst in Mexiko niedergelassen hatte, lebte er ab 1957 mit seiner Familie in New York City.
Obwohl musikalisch im traditionellen Flamenco verwurzelt, suchte er den Kontakt mit Musikern anderer Genres,  und nahm 1966 mit Joe Beck das frühe Fusion-Album Rock Encounter auf, das jedoch im musikalischen Ergebnis nicht unumstritten war, und erst 1970 veröffentlicht wurde. 
Erst ab 1967 trat er sporadisch wieder in Spanien auf, wo er 1989 sein letztes Album mit Enrique Morente aufnahm. Im darauf folgenden Jahr starb Sabicas in einem New Yorker Krankenhaus an den Folgen eines Schlaganfalls und einer Lungenentzündung.

## Diskographische Hinweise
- The Fantastic Guitars of Sabicas and Escudero (1959), mit Mario Escudero
- Flamenco puro (1961), Hispavox 130076
- Flamenco Styles on Two Guitars, mit Mario Escudero
- Flamenco Reflections (1963)
- El rey del flamenco (1965)
- La historia del flamenco (1969)
- Rock Encounter (1970), mit Joe Beck
- The Art of the Guitar (1976)